# Цилінська Наталія Валеріївна
Наталія Валеріївна Цилінська (біл. Наталля Валер'еўна Цылінская, нар. 30 серпня 1975) — білоруська трекова велогонщиця, бронзова призерка Олімпійських ігор 2004 року, восьмиразова чемпіонка світу.

## Біографія
Наталія Цилінська народилася 30 серпня 1975 року в місті Мінськ. Почала займатися велосипедним спортом після того як тренер прийшов до її школи, та запрошував дітей у секцію. Під керівництвом Олександра Беляцького у віці чотирнадцяти років вона перемогла на юнацькому чемпіонаті СРСР. Коли їй виповнилося шістнадцять років вона поїхала до Сіднею, на юнацький чемпіонат світу, де стала бронзовою призеркою.
Згодом спортсменка вирішила завершити свою кар'єру та завести сім'ю. У 1998 році Білоруська федерація велосипедного спорту зуміла її переконати повернутися до змагань. Через те, що Мінськ не мав якісного велодрому для тренувань, спортсменка переїхала до Москви, де тренувалася на велодромі Крилатського спортивного комплексу.
Перший великий успіх до спортсменки прийшов у 2000 році. На чемпіонаті світу, що проходив у Манчестері, вона зуміла стати дворазовою чемпіонкою світу, здобувши перемогу в спринтерській гонці та гіті на 500 метрів. Цього результату виявилося не достатньо, щоб пройти кваліфікацію на Олімпійські ігри, що відбувалися в Сіднеї. У 2001 році вона почала тренуватися в російського тренера Станіслава Соловйова, який залишався тренером спортсменки до кінця її кар'єри. Протягом сезону Цилінська перемагала на обидвох своїх дистанціях на трьох з чотирьох етапів Кубка світу, але, незважаючи на це, успішно виступити на чемпіонаті світу спортсменці не вдалося. Окрім цього, у кваліфікації спринтерської гонки, вона зазнала падіння, та зламала ключицю.
У 2002 році розпочала сезон з перемог у спринті та гіті на 500 метрів на етапах Кубка світу в Мехіко та Москві. Також цього року зуміла вдруге в кар'єрі зробити золотий дубль на чемпіонаті світу. Через рік на ідентичних змаганнях показала особистий рекорд у гіті (34.078 секунди), захистивши титул чемпіонки. У фіналі спринтерської гонки програла обидва заїзди своїй головній конкурентці Світлані Гранковській, ставши срібною призеркою.
У 2004 році взяла участь на чемпіонаті світу, який проходив у Мельбурні. У спринтерській гонці вона зіткнулася з британською гонщицею Вікторією Пендлтон, та пошкодила стегно. Гіт на 500 метрів Цилінська завершила з восьмим часом. На Олімпійські ігри в Афінах, спортсменка їхала у статусі однієї з претенденток на медалі. Там їй вдалося стати бронзовою призеркою у гіті на 500 метрів (поступилася Анні Мірс та Цзян Юнхуа). У кваліфікації спринтерської гонки вона показала другий результат. Після перемоги в 1/8 фіналу над Кетрін Мейнке, вона поступилася в наступній стадії Світлані Гранковській.
З наступного сезону почала також виступати в кейріні. Так на етапі Кубка світу в Лос-Анджелесі вона перемогла в гіті та спринті, а також стала бронзовою призеркою в кейріні. Через місяць на етапі Кубка світу в Манчестері здобула перемогу в кейріні. На чемпіонаті світу в четверте у кар'єрі стала чемпіонкою в гіті. У чвертьфіналі спринту спортсменка була дискваліфікована за небезпечний маневр. Окрім цього у другому раунді кейріна спортсменка впала, отримавши помірний струс мозку та легкі травми.
Сезон 2006 року Цилінська розпочала з двох перемог у Москві. Потім на етапі в Манчестері вона виграла золото (гіт на 500 метрів) та срібло (спринт). На етапі в Лос-Анджелесі вона знову здобула дві перемоги. На чемпіонаті світу втретє в кар'єрі зробила золотий дубль.
Наступний чемпіонат світу завершився для спортсменки бронзовою медаллю в гіті на 500 метрів.
На Олімпійських іграх у Пекіні Цилінська виступила лише в спринті, оскільки гіт на 500 метрів вивели з олімпійської програми. Кваліфікацію вона завершила з сьомим результатом. У першому раунді вона поступилася Кларі Санчес. Після цього зуміла виграти втішну гонку, щоб продовжити змагання. У чвертьфіналі вона поступилася Гуо Шуан з Китаю. У гонці за 5-8 місце, Цилінська стала другою, посівши підсумкове шосте місце. Після цих змагань вирішила завершити свою спортивну кар'єру.

## Виступи на Олімпіадах
| Олімпіада  | Дисципліна   | Місце |
| ---------- | ------------ | ----- |
| Афіни 2004 | спринт       | 5     |
| Афіни 2004 | гіт на 500 м | 3     |
| Пекін 2008 | спринт       | 6     |